# Pierre de Fénin
Pour les articles homonymes, voir Fenin.
Pierre de Fénin ou Févin est un chroniqueur du XVe siècle, d'une famille noble de l'Artois. Il a été prévôt d'Arras.

## Biographie
On lui attribue une Chronique en français qui s'étend de 1407 à 1427, consacrée à la lutte franco-bourguignonne : elle s'ouvre sur l'assassinat du duc Louis Ier d'Orléans et raconte les dissensions et luttes entre la maison de France et celle de Bourgogne. Elle s'arrête au moment où Philippe le Bon vient de faire échec aux prétentions du duc de Gloucester qui convoitait le Hainaut et la Hollande.
C'est l'œuvre d'un auteur sérieusement documenté, qui écrit après les événements, présentés plutôt d'un point de vue bourguignon.
Elle a été publiée en 1653 par Denys Godefroy, à la suite de l'Histoire de Charles VI par Juvénal des Ursins ; son édition scientifique date de 1837 par Émilie Dupont sous le titre Mémoires de Pierre de Fénin comprenant le récit des événements qui se sont passés en France et en Bourgogne sous les règnes de Charles VI et Charles VII (1407-1427), dans la collection Publications pour la Société d'Histoire de la France.